# Бабенко Віктор Савелійович
Бабенко Віктор Савелійович — полтавський художник, графік, скульптор та дизайнер.
Автор художніх і графічних композицій, присвячених в основному міжнародним релігіям: буддизму, язичництву, прадавній слов'янській міфології, історії Індії, Давнього Єгипту, України доби князів. Автор книг «Феноменологія міфу», «Логіка культури».

## Біографія
Народився 21 січня 1957 р. у Полтаві. Первинну освіту художника здобув у місцевій дитячій художній школі (1968—1972рр). Після цього продовжив навчання за спеціальністю в Харківському художньо-промисловому інституті. де навчався під керівництвом В. Назаряна і А. Шапошнікова.
У період з 1977 по 1994 рр. працював художником-оформлювачем і дизайнером у ряді рекламно-художніх майстерень. З 1994 року викладав у Полтавському національному педагогічному університеті ім. В. Г. Короленка на кафедрі образотворчого мистецтва.

## Проекти
- У 1989—1991 рр. здійснив проект відновлення інтер'єру Хрестовоздвиженського храму Хрестовоздвиженського монастиря в м. Полтава (в співавторстві з Петровим А., Рясне А.).
- У 1991—1993 рр. — проект відтворення іконостаса для Хрестовоздвиженського храму полтавського Хрестовоздвиженського монастиря (в співавторстві з Ругаловим Р.).
- У 1999 році почав роботу над циклом малюнків-реконструкцій історичних видів Полтави минулих століть. На основі робіт циклу здійснено ряд видань буклетів і календарів історико-краєзнавчого спрямування.
- Здійснив оформлення експозицій: музею В. М. Верховинця та Народного хору «Калина» ПНПУ ім. В. Г. Короленка (1997 р.), музею психолого-педагогічного факультету ПНПУ ім. В. Г. Короленка (2012 р).
- Автор-розробник герба і прапора ПНПУ ім. В. Г. Короленка.

## Участь в художніх виставках
- 1991 рік — галерея «Арка» (м. Полтава);
- 1995 рік — музей сучасної української творчості (м. Хмельницький);
- 2001 рік — галерея мистецтв ім. М. Ярошенка (м. Полтава);
- 2007 рік — галерея мистецтв ім. М. Ярошенка (м. Полтава), персональна виставка «Третя реальність»;
- 2010 рік — виставка «ART-індустрія» в Харківській муніципальній галереї ім. Сергія Васильківського;
- 2016 рік — галерея мистецтв ім. М. Ярошенка (м. Полтава);
- 2017 рік — галерея мистецтв ім. М. Ярошенка (м. Полтава), персональна виставка «Арт-лабораторія»;
- 2017 рік — галерея мистецтв ім. М. Ярошенка (м. Полтава), персональна виставка «Потокові переглядання».

## Основні твори
- «Слов'янський пантеон» (1982—1999 роки);
- Живописні серії: «Стара Полтава» (2001—2003 роки).

Картини зберігаються в Хмельницькому музеї сучасного українського мистецтва, галереї мистецтв ім. М. Ярошенка Полтави, Харківській муніципальній галереї ім. Сергія Васильківського, приватних зібраннях як в Україні, так і за кордоном.